# Římskokatolická farnost Slavonice
Římskokatolická farnost Slavonice je územní společenství římských katolíků v rámci telčského děkanství brněnské diecéze s farním kostelem Nanebevzetí Panny Marie.

## Historie farnosti
První písemná zmínka o městě pochází z roku 1260. Původní strážní osada, založená asi ve 12. století na středověké zemské stezce spojující Prahu s Vídní, se ve 14. století díky velkolepé výstavbě proměnila ve město. Farní kostel musel existovat již na konci 13. století. Stál uprostřed původní osady na místě dnešního kostela, jehož základy lze klást zhruba do poloviny 14. století (v listině z roku 1359 je uváděn kostel Panny Marie ve Slavonicích). 

## Duchovní správci
Po osvobození Slavonic sloužil na faře německý farář Matěj Hofbauer. Dne 16. ledna 1946 mu byl přidělen kaplan Antonín Adámek. Pan farář M. Hofbauer se k 1. prosinci 1946 odstěhoval do Rakouska a na jeho místo nastoupil 1. dubna 1947 Jaroslav Zechmeister.
Od 1. října 2011 do července 2014 byl farářem R. D. Mgr. Michal Polenda. Od 1. srpna 2014 byl jako administrátor ustanoven R. D. Mgr. Karel Janů. Ten byl k 1. srpnu 2017 jmenován farářem a k 1. srpnu 2023 opět administrátorem, a to z Dačic. 

## Bohoslužby
| Kostel                  | Místo     | Bohoslužba (den) | Hodina      | Poznámka        |
| ----------------------- | --------- | ---------------- | ----------- | --------------- |
| Nanebevzetí Panny Marie | Slavonice | neděle pátek     | 11:00 18.00 | farní kostel    |
| Božího Těla a sv. Ducha | Slavonice |                  |             | filiální kostel |
| sv. Kříže               | Slavonice |                  |             | filiální kostel |
| sv. Jana křtitele       | Slavonice |                  |             | filiální kostel |

## Kněží pocházející z farnosti
- Štěpán Trčka (svěcení 2019))[6]

## Aktivity ve farnosti
Dnem vzájemných modliteb farností za bohoslovce a bohoslovců za farnosti brněnské diecéze je 10. květen. Adorační den připadá na 23. dubna.
Ve farnosti se pravidelně koná tříkrálová sbírka. V roce 2017 se při sbírce vybralo na Slavonicku 47 062 korun.
Farnosti Slavonice, Staré Hobzí, Cizkrajov, Nové Sady a Dešná u Dačic vydávají společný farní zpravodaj Poutník.